# Atlas (cráter)

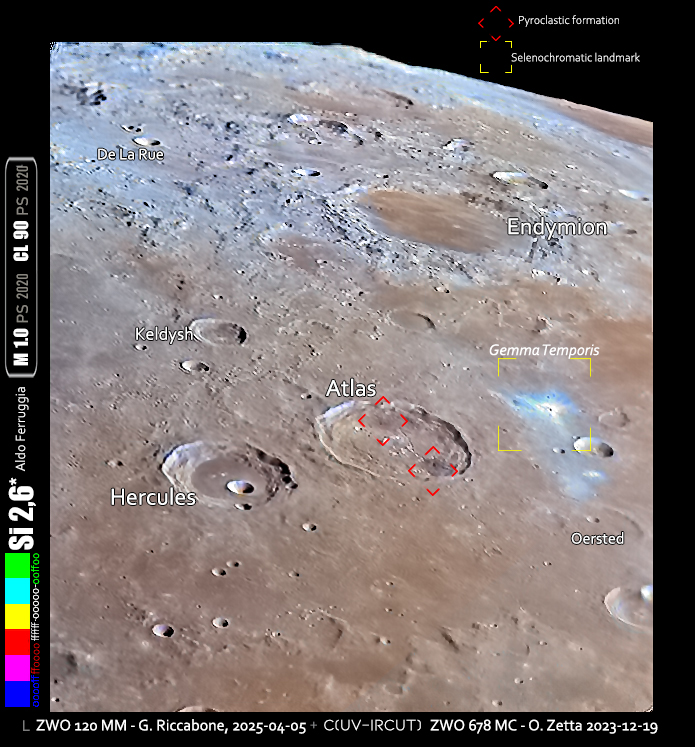
El cráter en formato selenocromático

Atlas es un destacado cráter de impacto de la luna, encontrándose localizado en la zona noreste. 
Al sureste del Mare Frigoris. Al oeste se encuentra el pequeño pero prominente cráter Hercules. Al noreste de Atlas se encuentra el gran cráter Endymion.
La pared interna del cráter Atlas ha aumentado su terraza al desplomarse el borde, formando un canto afilado. Se trata de un cráter de suelo fracturado, con un interior áspero y montañoso que tiene un albedo más ligero que el entorno. Las fracturas del suelo suelen crearse como consecuencia de alteraciones volcánicas.

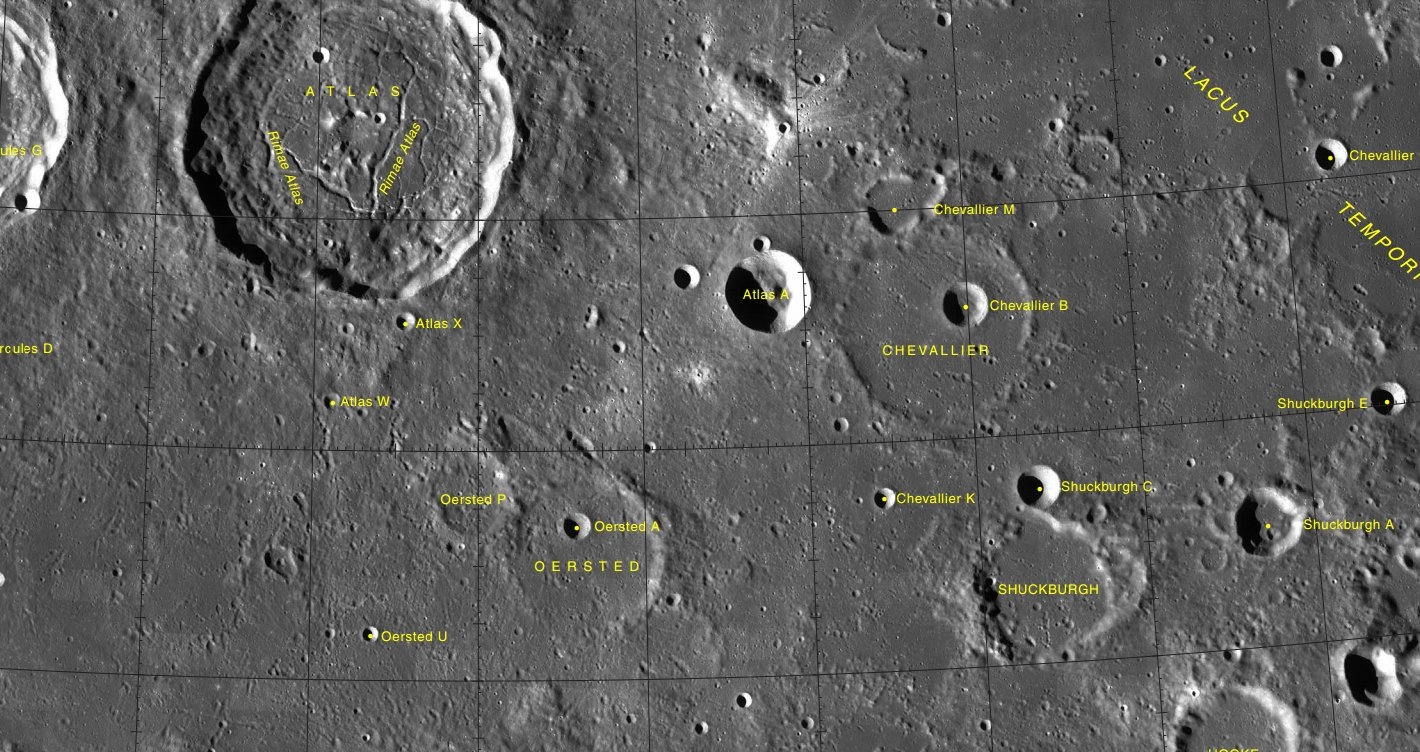
Entorno de Atlas (parte superior izquierda de la imagen)

Presenta dos manchas oscuras a lo largo del borde interior de las paredes, una junto al extremo norte y la otra en el borde sureste. Un sistema de fisuras delgadas generadas por vulcanismo, denominadas Rimae Atlas, cruzan el fondo del cráter. A lo largo de los lados interiores del norte y noreste se localiza un puñado de oscuros cráteres de halo, muy probablemente debido a las erupciones. Su zona centro está ocupada por un conjunto de bajas colinas dispuestas en una formación circular.

## Cráteres satélite

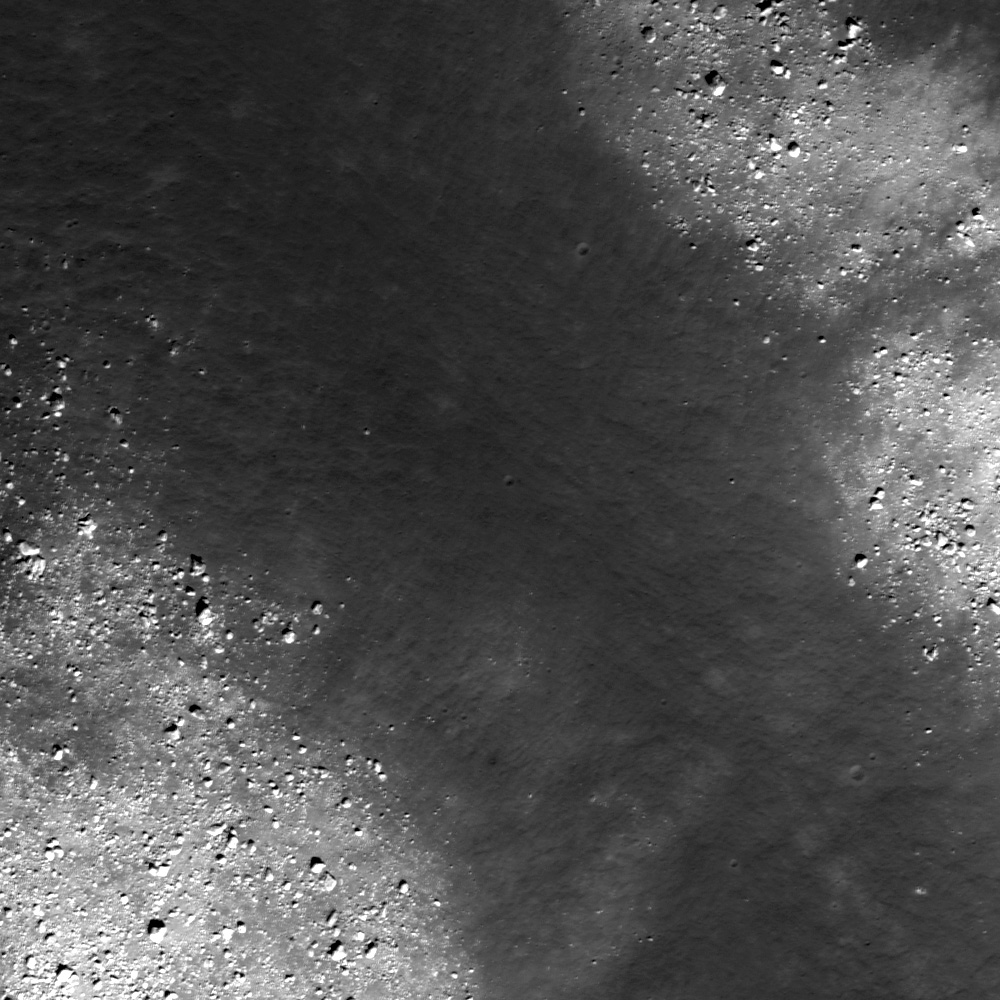
El interior de una fractura del cráter Atlas. Imagen M157303976L, ángulo de incidencia de 47°, escala de la imagen 0,5m/píxeles. NASA/GSFC/Arizona State University

Por convención estas características son identificadas en los mapas lunares poniendo la letra al lado del punto medio del cráter más cercano a Atlas.
|       | \| Atlas \| Coordenadas \| Diámetro \| \| ----- \| ------------------------------ \| -------- \| \| A \| 45°20′N 49°34′E / 45.34, 49.56 \| 22 km \| \| D \| 50°24′N 49°39′E / 50.40, 49.65 \| 26 km \| \| E \| 48°37′N 42°30′E / 48.61, 42.50 \| 58 km \| \| G \| 50°44′N 46°28′E / 50.73, 46.47 \| 21 km \| \| L \| 51°20′N 48°37′E / 51.33, 48.62 \| 5 km \| \| P \| 49°40′N 53°00′E / 49.66, 53.00 \| 27 km \| \| W \| 44°26′N 44°13′E / 44.43, 44.22 \| 4 km \| \| X \| 45°07′N 45°06′E / 45.12, 45.10 \| 5 km \| |          |
| Atlas | Coordenadas | Diámetro |
| A     | 45°20′N 49°34′E / 45.34, 49.56 | 22 km    |
| D     | 50°24′N 49°39′E / 50.40, 49.65 | 26 km    |
| E     | 48°37′N 42°30′E / 48.61, 42.50 | 58 km    |
| G     | 50°44′N 46°28′E / 50.73, 46.47 | 21 km    |
| L     | 51°20′N 48°37′E / 51.33, 48.62 | 5 km     |
| P     | 49°40′N 53°00′E / 49.66, 53.00 | 27 km    |
| W     | 44°26′N 44°13′E / 44.43, 44.22 | 4 km     |
| X     | 45°07′N 45°06′E / 45.12, 45.10 | 5 km     |

## Referencias

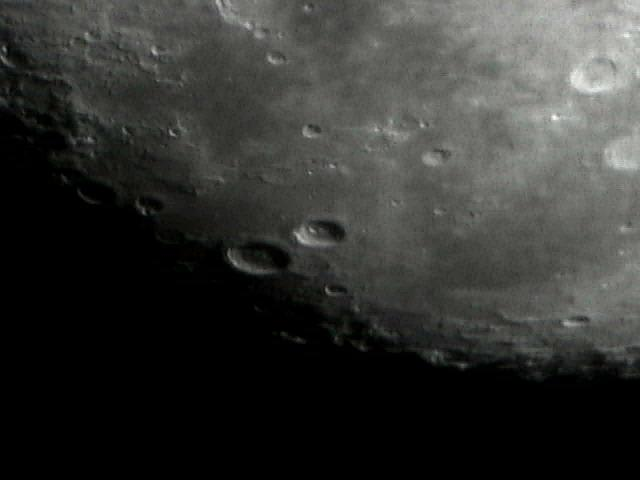
Vista de Atlas sobre el globo lunar